# التهاب وعائي ذئبي
الالتهاب الوعائي الذئبي أحد الالتهابات الوعائية الثانوية التي تحدث لدى نحو 50% من المرضى الذين يعانون من الذئبة الحمامية الشاملة.
لا تعد إصابة الأوعية الكبيرة شائعة على الإطلاق؛ قد تتأثر الأوعية متوسطة الحجم، ولكن، غالبًا ما تكون الأوعية الصغيرة هي الأكثر تأثرًا. قد يؤثر الالتهاب الوعائي الذئبي على أعضاء متعددة ويظهر بشكل مجموعة واسعة من المظاهر السريرية اعتمادًا على موقع وحجم الأوعية المصابة.
يشير الالتهاب الوعائي الذئبي عادةً إلى مآل سيء، لذلك، يعد التشخيص المبكر ضروريًا لتحقيق نتيجة ناجحة. قد يؤثر المرض على الأوعية الصغيرة أو عضو واحد، وقد تتراوح شدته من حالة خفيفة نسبيًا إلى مرض عضوي متعدد مع أعراض قاتلة محتملة، مثل الالتهاب الوعائي المساريقي أو النزف الرئوي أو التهاب الأعصاب المتعددة.
تحدد الأعضاء المصابة وشدة الالتهاب الوعائي مسار العلاج.

## العلامات والأعراض
يعد التهاب الأوعية الصغيرة في الجلد النوع الأكثر شيوعًا من الالتهاب الوعائي بين المصابين بالذئبة الحمامية الشاملة. العرض السريري متغير وقد يشمل تقرحات سطحية ونزيف شظوي والتهاب السبلة الشحمية والبقع والحمامى مع النخر أو لويحات حمامية واحتشاء جلدي وتزرق شبكي وآفات فقاعية في الأطراف أو آفات الشرى وآفات حطاطية عقيدية والحبرة وفرفرية مجسوسة. تتكون غالبية الآفات الجلدية من آفات عقيدية وحمامى على ظهر اليد وآفات حمامية قرصية، والتي توجد عادةً على أطراف الأصابع. في معظم الأحيان، تصاب الأوعية الصغيرة، وبشكل رئيسي الوريدات التالية للشعيرات الدموية. في حالات أقل شيوعًا، يظهر التهاب الأوعية الدموية المتوسطة على شكل قرحات إقفارية أو عقيدات تحت الجلد.

## الأسباب
الالتهاب الوعائي الذئبي هو التهاب وعائي ثانوي قد يظهر ضمن أعراض الذئبة الحادة أو تحت الحادة نتيجة عملية التهابية ناجمة عن ترسب المعقد المناعي داخل جدران الأوعية الدموية. من ناحية أخرى، قد يظهر على شكل اعتلال مشترك مرتبط بالستيرويدات (التصلب العصيدي المرتبط بالستيرويد) أو اعتلال مشترك للتصلب العصيدي الشديد في بيئة مسببة للالتهابات.

## العلاج
تعتبر التوصيات المحدثة من قبل الجمعية الأوروبية لمكافحة الروماتيزم لمرض الذئبة الحمامية الشاملة بمثابة معيار سريري، ولكن، يجب تحديد مسار علاج الالتهاب الوعائي الذئبي من خلال شدة الحالة والأعراض المرافقة لها. عادةً، تُستخدم الكورتيكوستيرويدات وكابتات المناعة الفموية مثل ميكوفينولات الموفيتيل والآزاثيوبرين والميثوتركسيت لعلاج الأعراض الخفيفة إلى المتوسطة. بالنسبة للأشكال الشديدة والمميتة، يؤخذ في الاعتبار مسار علاج أكثر كثافة يشمل جرعة عالية من الكورتيكوستيرويدات الوريدية أو ريتوكسيماب أو سيكلوفوسفاميد أو الغلوبيولين المناعي الوريدي و/أو استخراج البلازما.
تشمل العديد من المضاعفات الخطيرة للالتهاب الوعائي الذئبي التي تتطلب علاجًا فوريًا ومكثفًا الجهاز الهضمي (الالتهاب الوعائي المساريقي مع جلطة معوية) أو الجهاز العصبي (نوبات والتهاب النخاع المستعرض واعتلال العصب الأحادي المتعدد، أو الرئتين (النزف السنخي المنتشر). في الوقت الحالي، لا توجد تجارب سريرية محددة لعلاج الالتهاب الوعائي الذئبي. بسبب هذا القيد، غالبًا ما تُقدم توصيات العلاج على أساس علاج أمراض المناعة الذاتية الأخرى أو متلازمات الالتهابات الوعائية.
عادةً ما تُعالج الأعراض الأكثر اعتدالًا باستخدام الكورتيكوستيرويدات وكابتات المناعة الفموية مثل الميثوتركسيت والآزاثيوبرين. تتطلب الحالات الشديدة علاجًا مكثفًا بجرعة عالية من الكورتيكوستيرويدات الوريدية أو الأضداد وحيدة النسيلة أو سيكلوفوسفاميد أو الغلوبيولين المناعي الوريدي أو استخراج البلازما. بالنسبة لإصابة الجلد، تشمل بعض العلاجات المبلغ عنها هيدروكسي كلوروكوين أو الكولشيسين أو ميكوفينولات الموفيتيل أو ريتوكسيماب.